# Alaggia Rock
Alaggia Rock (spanisch Islote Alaggia) ist eine kleine und felsige Insel vor der Nordostküste der Anvers-Insel im Palmer-Archipel vor der Westküste der Antarktischen Halbinsel. Sie liegt nordöstlich des Ryswyck Point der Parker-Halbinsel unmittelbar südlich von Ryswyck Island in der südöstlichen Einfahrt zum Schollaert-Kanal zwischen der Anvers- und der Brabant-Insel.
Argentinische Wissenschaftler benannten sie 1956 nach dem Luftwaffenoffizier Guillermo Rodolfo Alaggia, der bei einem Flugzeugabsturz am 17. September 1955 ums Leben gekommen war. Das UK Antarctic Place-Names Committee übertrug diese Benennung 2004 ins Englische.